# Bangladeschische Cricket-Nationalmannschaft in Neuseeland in der Saison 2021/22
Die Tour der bangladeschischen Cricket-Nationalmannschaft nach Neuseeland in der Saison 2021/22 fand vom 1. Januar bis zum 10. Januar 2022 statt. Die internationale Cricket-Tour war Bestandteil der Internationalen Cricket-Saison 2021/22 und umfasste zwei Tests. Die Tests waren Teil der ICC World Test Championship 2021–2023. Die Serie endete 1–1 unentschieden.

## Vorgeschichte
Neuseeland spielte zuvor eine Tour in Indien. Bangladesch spielte eine Tour gegen Pakistan. Die beiden teams trafen in der Saison schon einmal für eine Twenty20-Serie in Bangladesch aufeinander, die Bangladesch mit 3–2 gewinnen konnte. Ursprünglich waren auch drei Twenty20 bei der Tour geplant, die jedoch im November 2021 gestrichen wurden.

## Stadien
Die folgenden Stadien wurden für die Tour als Austragungsort vorgesehen.
| Stadion     | Stadt           | Kapazität | Spiele  |
| ----------- | --------------- | --------- | ------- |
| Hagley Oval | Christchurch    | 20.000    | 2. Test |
| Bay Oval    | Mount Maunganui | 10.000    | 1. Test |

## Kaderlisten
Bangladesch benannte seinen Kader am 4. Dezember 2021.
Neuseeland benannte seinen Kader am 22. Dezember 2021.
| Test | Test |
| Neuseeland | Bangladesch |
| --- | --- |
| - Tom Latham (K) - Tom Blundell (wk) - Trent Boult - Devon Conway - Matt Henry - Kyle Jamieson - Daryl Mitchell - Henry Nicholls - Rachin Ravindra - Tim Southee - Ross Taylor - Neil Wagner - Will Young | - Mominul Haque (K) - Abu Jaye - Ebadot Hossain - Fazle Mahmud - Khaled Ahmed - Litton Das (wk) - Mahmudul Hasan Joy - Mehidy Hasan Miraz - Mohammad Naim - Mushfiqur Rahim (wk) - Najmul Hossain Shanto - Nurul Hasan - Shadman Islam - Shakib Al Hasan - Shohidul Islam - Shoriful Islam - Taijul Islam - Taskin Ahmed - Yasir Ali |

## Tour Matches
| 28. – 29. Dezember Scorecard | Mount Maunganui | New Zealand A 146-7d (48) | – | Bangladesch 269-8 (76.4) |
|                              |                 | Remis                     |   |                          |

## Tests

### Erster Test in Mount Maunganui
| 1. – 5. Januar Scorecard | Mount Maunganui | Neuseeland 328 (108.1) & 169 (73.4) | – | Bangladesch 458 (176.2) & 42-2 (16.5) |
|                          |                 | Bangladesch gewinnt mit 8 Wickets   |   |                                       |

Bangladesch gewann den Münzwurf und entschied sich als Feldmannschaft zu beginnen. Von den neuseeländischen Eröffnungs-Battern konnte zunächst Will Young zusammen mit dem dritten Schlagmann Devon Conway eine Partnerschaft über 138 Runs aufbauen. Young erzielte bis zu seinem Ausscheiden ein Half-Century über 52 Runs und wurde durch Ross Taylor ersetzt, der 31 Runs an der Seite von Conway erzielte. Der nächste Batter, der sich etablieren konnte, war Henry Nichols. Conway schied nach einem Century über 122 Runs aus 227 Bällen aus. Nachdem das fünfte Wicket verloren wurde, endete der Tag beim Stand von 258/5. Am zweiten Tag war es allein Nichols, dem es gelang sich am Schlag zu halten. Als dieser nach einem Fifty über 75 Runs sein Wicket verlor, endete das Innings nach 328 Runs. Beste bangladeschische Bowler mit jeweils 3 Wickets waren Shoriful Islam für 69 Runs und Mehidy Hasan Miraz für 86 Runs. Für Bangladesch schied Eröffnungs-Batter Shadman Islam nach 22 Runs aus, und so war es sein Partner Mahmudul Hasan Joy der zusammen mit dem dritten Schlagmann Najmul Hossain Shanto eine Partnerschaft etablieren konnte. Diese hielt über 104 Runs an bis Shanto nach einem Half-Century über 64 Runs sein Wicket verlor und durch Kapitän Mominul Haque ersetzt wurde. Der Tag endete beim Stand von 175/2. Joy verlor nach einem Fifty über 78 Runs sein Wicket und so war es Liton Das der zusammen mit Haque die nächste Partnerschaft Formen konnte. Zusammen erzielten sie 168 Runs, wonach beide innerhalb von kurzer Zeit ausschieden, Haque nach 88 Runs und Das nach 86 Runs. Bis zum Tagesende beim Stand von 401/6 bauten Yasir Ali und Mehidy Hasan Miraz noch eine Partnerschaft auf. Am vierten Tag erzielten die beiden Batter zusammen 75 Runs, wobei Ali 26 Runs und Miraz 47 Runs erreichten. Das Innings endete für Bangladesch mit einem Vorsprung von 130 Runs. Beste Bowler für Neuseeland waren Trent Boult mit 4 Wickets für 85 Runs und Neil Wagner mit 3 Wickets für 101 Runs. Für Neuseeland war es zunächst Will Young der sich etablieren konnte, bevor er mit Ross Taylor einen Partner fand. Young verlor nach einem Fifty über 69 Rusn sein Wicket und der Tag endete beim Stand von 147/2. Am fünften Tag verlor Taylor nach 40 Runs sein Wicket und von den verbliebenen Battern konnte nur noch Rachin Ravindra mit 16 Runs eine zweistellige Run-Zahl erzielen. Das Innings endete mit einer Vorgabe von 40 Runs für Bangladesch. Beste Bowler für Bangladesch waren Ebadot Hossain mit 6 Wickets für 46 Runs und Taskin Ahmed mit 3 Wickets für 36 Runs. Bangladesch konnte die Vorgabe im 17. Over erfüllen, wobei Najmul Hossain Shanto 17 Runs und Mominul Haque 13 Runs erzielten. Als Spieler des Spiels wurde Ebadot Hossain ausgezeichnet. Es war der erste Sieg Bangladeschs gegen Neuseeland in einem Test.

### Zweiter Test in Christchurch
| 9. – 13. Januar Scorecard | Christchurch (HO) | Neuseeland 521-6d (128.5)                         | – | Bangladesch 126 (41.2) & 278 (79.3) (f/o) |
|                           |                   | Neuseeland gewinnt mit einem Innings und 117 Runs |   |                                           |

Bangladesch gewann den Münzwurf und entschied sich als Feldmannschaft zu beginnen. Neuseeland begann am Schlag mit Kapitän Tom Latham und Will Young. Nach einem Half-Century von Young schied dieser nach 54 Runs aus und wurde durch Devon Conway ersetzt. Latham und Convey konnten den Tag zusammen beim Stand von 349/1 beenden, wobei Latham 186* Runs und Conway 99* Runs angesammelt hatten. Am zweiten tag verlor Conway früh nach einem Century über 109 Runs aus 166 Bällen sein Wicket. Ihm folgte Ross Taylor, der 28 Runs erzielen konnte. Latham verlor sein Wicket nach einem Double-Century über 252 Runs aus 373 Bällen als sein Partner zu diesem Zeitpunkt, Tom Blundell, bei 57* Runs stand. Kurz darauf deklarierte Neuseeland das Innings. Beste Bowler für Bangladesch waren Shoriful Islam mit 2 Wickets für 79 Runs und Ebadot Hossain für 2 Wickets für 143 Runs. Bangladesch verlor zu Beginn seines Innings früh Zahlreiche Wickets. Erst der sechste und siebte Schlagmann, Yasir Ali und Nurul Hasan konnten sich etablieren. Hasan verlor nach 41 Runs sein Wicket und auch die weiteren Batter konnten sich nicht lang am Schlag halten. Als Ali nach einem Half-Century übr 55 Runs sein Wicket verlor, war kurz darauf das Innings beendet und mit dem Verlust des letzten Wicket wurde auch der Tag beendet. Beste neuseeländische Bowler waren Trent Boult mit 5 Wickets für 43 Run und Tim Southee mit 3 Wickets für 28 Runs. Für Boult war darunter sein 300. Test-Cricket. Am dritten Tag erforderte Neuseeland von Bangladesch das Follow-on, wobei sie ihnen eine Vorgabe von 396 Runs gestellt hat. Bangladesch begann mit Shadman Islam und Mohammad Naim. Islam verlor nach 21 Runs sein Wicket und wurde durch Najmul Hossain Shanto ersetzt, der nach 29 Runs ausschied. Ihm folgte Kapitän Mominul Haque und nachdem Naim nach 24 Runs ausschied, konnte sich Liton Das etablieren. Haque schied nach 37 Runs aus und auch der hineinkommende Nurul Hasan konnte nur 36 Runs hinzufügen. Das verlor nach einem Century über 102 Runs aus 114 Bällen aus und die verbliebenen Batter waren nicht mehr in der Lage einen bedeutenden Anteil zu leisten und so verlor Bangladesch deutlich mit mehr als einem Innings. Beste Bowler für Neuseeland waren Kyle Jamieson mit 4 Wickets für 82 Runs und Neil Wagner für 3 Wickets für 77 Runs. Als Spieler des Spiels wurde Tom Latham ausgezeichnet.

## Auszeichnungen

### Player of the Series
Als Player of the Series wurden der folgende Spieler ausgezeichnet.
| Serie | Player of the Series |
| ----- | -------------------- |
| Test  | Devon Conway         |

### Player of the Match
Als Player of the Match wurden die folgenden Spieler ausgezeichnet.
| Spiel   | Player of the Match |
| ------- | ------------------- |
| 1. Test | Ebadot Hossain      |
| 2. Test | Tom Latham          |